# Zona vadosa

Esquema:zona vadosa o insaturada

La zona vadosa, també anomenada zona no saturada, és la zona no saturada per l’aigua d’un carst, situada sota la zona d’infiltració, on l’aigua vadosa descendent s’escola en forma de cascades, torrents subterranis, sifons, etc. Hom l’oposa a la zona freàtica, totalment saturada o inundada d’aigua.(en vadose zone; es zona vadosa; fr zone vadose)
És la zona d’aireig no saturada per l’aigua, situada per sobre del nivell freàtic i on l’aigua s’infiltra per gravetat.
La zona vadosa és també la porció del subsòl per sobre del nivell freàtic. Conté, almenys durant un temps, aire i aigua als porus. El seu gruix (profunditat) pot anar des dels 0 metres, en un llac o pantà a la superfície, fins a centenars de metres, com és habitual a les regions àrides.
A diferència dels aqüífers de la zona saturada de sota, la zona vadosa no saturada no és un recurs d'aigua fàcilment disponible per al consum humà, però és de gran importància per a proporcionar l'aigua i els nutrients que són vitals per a la biosfera, i s'utilitza intensament per al conreu de plantes i cal tenir-la en compte en la construcció d'edificis i l'eliminació de residus.
Hidrològicament, la zona vadosa o insaturada és sovint el principal factor que controla el moviment de l'aigua des de la superfície terrestre fins a l'aqüífer. Així, afecta fortament la taxa de recàrrega dels aqüífers, fonamental per a l'ús i la gestió de les aigües subterrànies. Sovint es considera com un filtre que elimina substàncies no desitjades. Fins a cert punt això és cert però, la qüestió és saber on i amb quina rapidesa els cabals i les reaccions químiques a la zona no saturada controlen l'entrada dels contaminants a les aigües subterrànies. Per tant, la comprensió dels processos de la zona vadosa és crucial per determinar la quantitat i la qualitat de les aigües subterrànies disponibles per a l'ús humà.
El moviment de l'aigua dins la zona vadosa s'estudia en la física del sòl i la hidrologia, en particular en la hidrogeologia i és important en agricultura, el transport dels contaminats i el control de les riuades. La recàrrega d'aigüa subterrània, generalment es produeix a través de la zona vadosa.
En espeleologia, els passadissos en les coves formades en la zona vadosa tendeixen a tenir forma de canyon.